# Майло Паркер
Майло Паркер (англ. Milo Parker; нар. 2002) — британський актор.

## Життєпис
Майло Паркер народився в 2002 році у Великій Британії. Відвідує середню школу Ферлінгей в Вудбріджі, також навчався в театральній компанії Янгблад.
Дебютував в кіно в 2014 році у фільмі «Залізна сутичка». Здобув популярність у 2015 році завдяки ролям у фільмах «Містер Холмс» і «Пастка для привидів». У 2016 році знявся в серіалі «Даррелли» і фільмі «Дім дивних дітей міс Сапсан».

## Фільмографія
| Рік       |    | Українська назва            | Оригінальна назва                           | Роль                         |
| --------- | -- | --------------------------- | ------------------------------------------- | ---------------------------- |
| 2014      | ф  | Залізна сутичка             | Robot Overlords                             | Коннор                       |
| 2015      | ф  | Містер Холмс                | Mr. Holms                                   | Роджер Манро                 |
| 2015      | ф  | Пастка для привидів         | Gespensterjäger — Auf eisiger Spur          | Том Томпсон / Том Томскі     |
| 2016—2019 | с  | Даррелли                    | The Durrells                                | Джеррі Даррелл (26 епізодів) |
| 2016      | кф | Дорогий Альбіон             | Dear Albion                                 | хлопчик                      |
| 2016      | ф  | Дім дивних дітей міс Сапсан | Miss Peregrine's Home for Peculiar Children | Г'ю Епістон                  |

## Нагороди та номінації
| Рік  | Нагорода                                   | Категорія                                                                  | Робота       | Результат |
| ---- | ------------------------------------------ | -------------------------------------------------------------------------- | ------------ | --------- |
| 2015 | Премія британського незалежного кіно       | Найбільш багатообіцяючий дебют                                             | Містер Холмс | Номінація |
| 2016 | Сатурн                                     | Найкращий молодий актор                                                    | Містер Холмс | Номінація |
| 2016 | Broadcast Film Critics Association Awards  | Best Young Actor/Actress                                                   | Містер Холмс | Номінація |
| 2016 | Премія Лондонського гуртка кінокритиків    | Young British/Irish Performer of the Year                                  | Містер Холмс | Номінація |
| 2016 | Online Film & Television Association Award | Best Youth Performance                                                     | Містер Холмс | Номінація |
| 2016 | Молодий актор                              | Best Performance in a Feature Film — Supporting Young Actor (13 and Under) | Містер Холмс | Номінація |